# Dévata

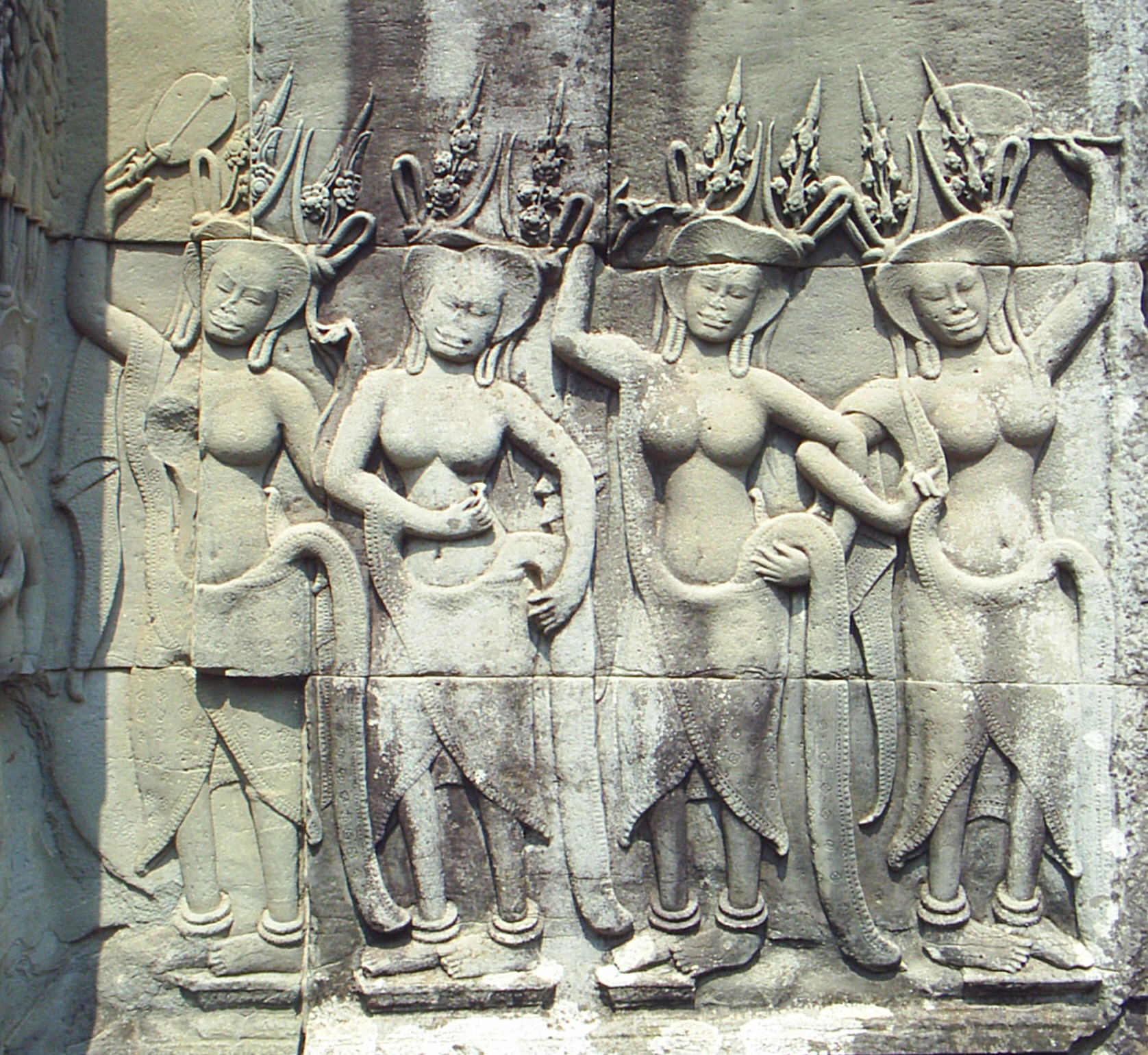
Dévatové vyobrazení v kambodžském chrámu Angkor Wat

Dévatá (v dévanágarí: देवता) představuje v hinduistické mytologii nižší stupeň božstva podobného křesťanskému strážnému andělovi, které je obvykle zobrazováno v podobě ženy. Existují různé druhy dévatů: vanadévatové (lesní božstva), grámadévatové (vesnická božstva), kuladévatové (rodová božstva, často významní předkové v roli ochránce rodu) a dále také božstva hor, řek, jeskyní atp. Každá kasta má vlastního ochranného dévatu a existují i dévatové pro každou lidskou činnost.